# Петров, Григорий Константинович
Григорий Константинович Петров (1892 — 20 сентября 1918) — левый эсер, военный комиссар Бакинского района от Совета Народных Комиссаров РСФСР, один из 26 бакинских комиссаров.

## Биография

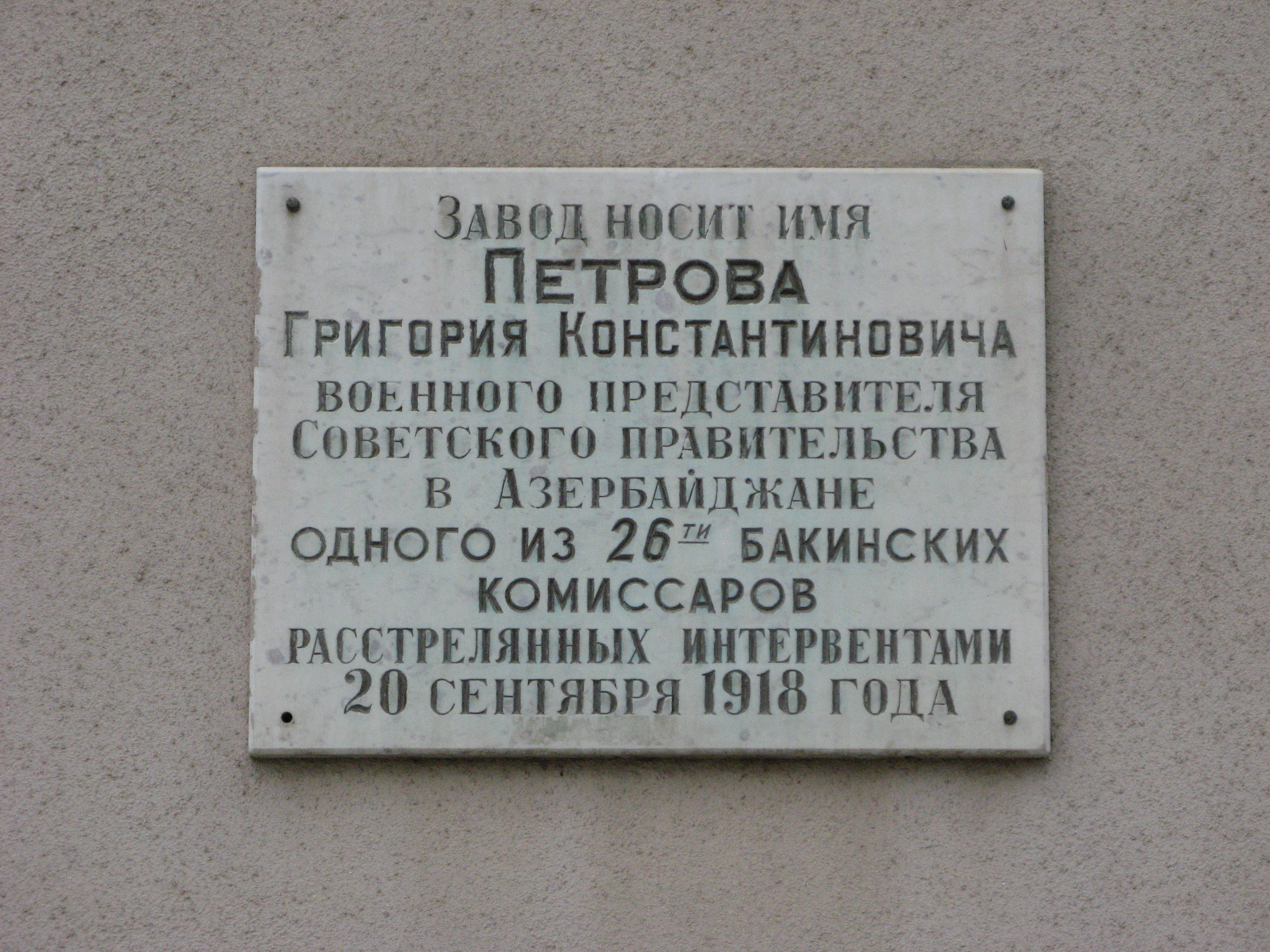
Мемориальная табличка на заводе Петрова в Волгограде

Родился и провёл детство в Рязани, здесь же учился в реальном училище.
В апреле 1917 организатор народной милиции в Рязани, созданной как добровольная организация трудящихся для обеспечения порядка в городе.
В дни подготовки Октябрьской революции часто выступал на общегородских митингах трудящихся, поддерживая платформу большевиков.
8 декабря 1917 года Совет Советов утверждает Г. К. Петрова начальником рязанской милиции. В газете Искра органа Рязанского Совета Советов от 9 декабря 1917 г. публиковалась заметка, что по распоряжению Совета Советов начальником милиции назначен Г. К. Петров. Ему даны самые широкие полномочия по устранению всех элементов, которые пробуют мешать новой губернской власти.
В ночь на 14 декабря 1917 года во главе отряда рязанских красногвардейцев выехал на Дон для борьбы с Калединым.
Командовал 1-й Южной армией и Кавказским фронтом. В мае 1918 года Петров побывал в Рязани, принял участие в работе III губернского съезда Советов рабочих, солдатских и крестьянских депутатов.
В середине августа 1918 года во главе отряда красногвардейцев прибыл в Баку для защиты Советской власти. Принимал участие в боевых действиях на фронте против Кавказской исламской армии. Затем присоединился к эвакуирующимся бакинским комиссарам, вместе с которыми был арестован.
Расстрелян 20 сентября 1918 года в числе 26 бакинских комиссаров на 207-й версте между станциями Ахча-Куйма и Перевал (ныне — на территории Балканского велаята, Туркменистан).

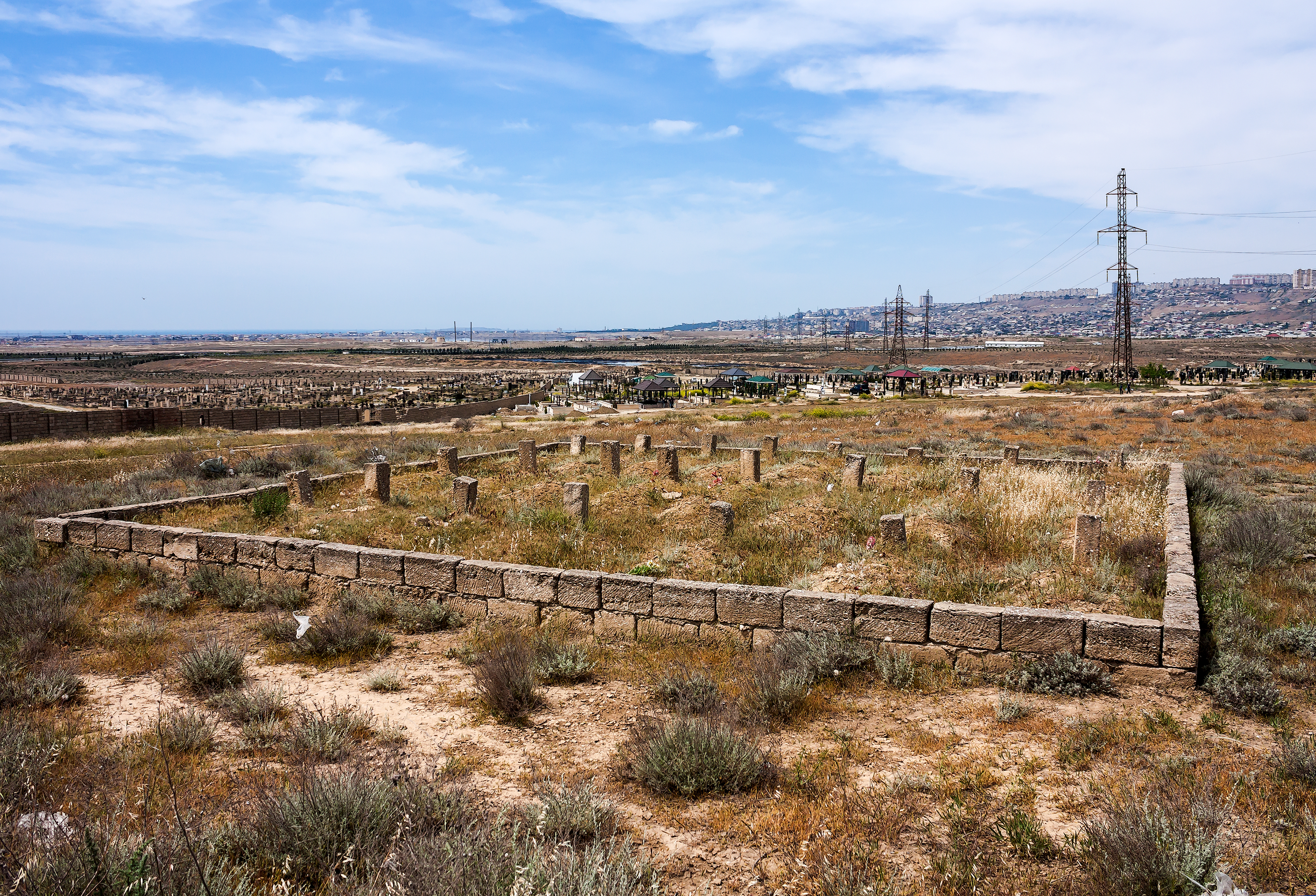
Могила 26 Бакинских комиссаров. Говсанское кладбище, 09 мая 2017 г.

## Память

Памятник в Рязани

- В Рязани на Первомайском проспекте установлен памятник Григорию Константиновичу Петрову. В 1961 г. ул. 1-2 Театральная в старой части города Рязани были переименованы в честь Григория Петрова.
- Имя Григория Константиновича Петрова носит крупное машиностроительное предприятие Волгограда.[2].
- Площадь Петрова в Баку. В 1957 году было застроено зданием Московского Музея имени В. И. Ленина (ныне Музейный комплекс).
- В Баку был установлен памятник недалеко от места, где артиллерия отряда Г. К. Петрова вела в августе 1918 г. последний бой с наступавшей Кавказской Исламской Армией. Снесён в начале 1990-х.